# Culpas ajenas (película)
Culpas ajenas es una película de Argentina en blanco y negro dirigida por Carlos Roberto Monti según su propio guion que se produjo en 1959 pero no fue estrenada comercialmente y que tuvo como protagonistas a Alba Castellanos, Juan José Míguez, Blanca del Prado y Nora Massi.

## Reparto
- Alba Castellanos
- Juan José Míguez
- Blanca del Prado
- Nora Massi